# Tytthoscincus temengorensis
Espèce
Synonymes
- Sphenomorphus temengorensis Grismer, Ahmad & Onn

Tytthoscincus temengorensis est une espèce de sauriens de la famille des Scincidae.

## Répartition
Cette espèce est endémique du Perak en Malaisie péninsulaire. Elle se rencontre dans le parc royal de Belum.

## Description
Tytthoscincus temengorensis mesure 35,5 mm de longueur standard.

## Étymologie
Son nom d'espèce, composé de temengor et du suffixe latin -ensis, « qui vit dans, qui habite », lui a été donné en référence au lieu de sa découverte, la forêt de Belum-Temenggor.

## Publication originale
- Grismer, Ahmad & Onn, 2009 : A new, diminutive, upland Sphenomorphus Fitzinger 1843 (Squamata: Scincidae) from the Belum-Temengor Forest Complex, Peninsular Malaysia. Zootaxa, no 2312, p. 27–38.